# Kurtlar Vadisi Vatan
Kurtlar Vadisi Vatan es una película turca de 2017 sobre el intento de golpe del 15 de julio.

## Argumento
Durante una operación en Irak, Polat Alemdar y su equipo capturan un mapa de Turquía. Yalavuz, una ciudad fronteriza cerca de Siria, está marcada en el mapa de Turquía, junto con puntos estratégicos como bases militares y centros de operaciones especiales. Los enemigos, que llevan mucho tiempo esperando con un gran ejército en la frontera para invadir tierras turcas, esperan el mensaje del golpe desde dentro. Polat Alemdar y su equipo lucharán junto a la nación turca contra enemigos dentro y fuera del país.

## Reparto
- Necati Şaşmaz como Polat Alemdar
- Cahit Kayaoğlu como Cahit Kaya
- Ertuğrul Şakar como Yasin
- Erhan Ufak como Erhan Ufuk
- Sinem Öztürk como Deniz Öztürk